# Neuville-lez-Beaulieu
Neuville-lez-Beaulieu is een gemeente in het Franse departement Ardennes in de regio Grand Est en maakt deel uit van het arrondissement Charleville-Mézières. De gemeente telde 327 inwoners op 1 januari 2022.

## Geschiedenis
Op 1 januari 1973 fuseerde de gemeenten Beaulieu en La Neuville-aux-Tourneurs. 
Neuville-lez-Beaulieu maakte deel uit van het kanton Signy-le-Petit tot het op 22 maart 2015 werd opgeheven en de gemeenten werden opgenomen in het kanton Rocroi.

## Geografie
Neuville-lez-Beaulieu ligt in de Franse Ardennen op tien kilometer van de Belgische plaats Chimay. De gemeente maakt deel uit van de streek van de Thiérache die zich uitstrekt over twee departementen (Aisne en Ardennes), naast een klein stukje van de Waalse provincie Henegouwen (de streek rond Chimay).
De gemeente is zelfs voor Frankrijk erg dunbevolkt. De belangrijkste reden voor het afkalven van het bewonersaantal is het gebrek aan werk dat algemeen is in dit agrarische gebied, waar de boerderijen groter worden en de behoefte aan arbeidskrachten kleiner. Bovendien heeft de streek jongeren weinig te bieden: cafés, restaurants en recreatiemogelijkheden (behalve natuurrecreatie) zijn er nauwelijks.
De oppervlakte van Neuville-lez-Beaulieu bedraagt 35,92 vierkante kilometer; Op 1 januari 2022 was de bevolkingsdichtheid 9,1 inwoners per km².
De onderstaande kaart toont de ligging van Neuville-lez-Beaulieu met de belangrijkste infrastructuur en aangrenzende gemeenten.

## Demografie
Onderstaande figuur toont het verloop van het inwonertal.
Vanwege een beveiligingsprobleem met de MediaWiki Graph-software is het momenteel niet mogelijk deze grafiek weer te geven. Zodra de software is bijgewerkt zal de grafiek vanzelf weer zichtbaar worden.
Auge · Auvillers-les-Forges · Blombay · Bourg-Fidèle · Brognon · Le Châtelet-sur-Sormonne · Chilly · Étalle · Éteignières · Fligny · Gué-d'Hossus · Ham-les-Moines · Harcy · Laval-Morency · Lonny · Maubert-Fontaine · Murtin-et-Bogny · La Neuville-aux-Joûtes · Neuville-lez-Beaulieu · Neuville-lès-This · Regniowez · Remilly-les-Pothées · Rimogne · Rocroi · Saint-Marcel · Sévigny-la-Forêt · Signy-le-Petit · Sormonne · Sury · Taillette · Tarzy · This · Tremblois-lès-Rocroi